# Reka Ceaia
Reka Ceaia este o arie protejată (arie specială de conservare — SAC, sit de importanță comunitară — SCI) din Bulgaria întinsă pe o suprafață de 651,04 ha, integral pe uscat.

## Localizare
Centrul sitului Reka Ceaia este situat la coordonatele 42°05′24″N 24°51′22″E / 42.09°N 24.856°E.

## Înființare
Situl Reka Ceaia a fost declarat sit de importanță comunitară în martie 2007 pentru a proteja 20 de specii de animale. Situl a fost protejat și ca arie specială de conservare în august 2020.

## Biodiversitate
Situată în ecoregiunea continentală, aria protejată conține 2 habitate naturale: Galerii de Salix alba și de Populus alba, Galerii și tufărișuri riverane sudice (Nerio-Tamaricetea și Securinegion tinctoriae).
La baza desemnării sitului se află mai multe specii protejate:
- amfibieni (3): buhai de baltă cu burta roșie (Bombina bombina), izvoraș-cu-burta-galbenă (Bombina variegata), Triturus karelinii
- mamifere (8): vidră de râu (Lutra lutra), liliac cu urechi mari (Myotis bechsteinii), liliac cu urechi de șoarece (Myotis blythii), liliac cu picioare lungi (Myotis capaccinii), liliac comun (Myotis myotis), liliacul mare cu potcoavă (Rhinolophus ferrumequinum), popândău (Spermophilus citellus), dihor pătat (Vormela peregusna)
- nevertebrate (4): rădașcă (Lucanus cervus), Unio crassus, Vertigo angustior, Vertigo moulinsiana
- pești (4): Barbus cyclolepis, zvârluga (Cobitis taenia), boarță (Rhodeus amarus), dunăriță (Sabanejewia aurata)
- reptile (1): țestoasa de baltă (Emys orbicularis)

Pe lângă speciile protejate, pe teritoriul sitului au mai fost identificate 1 specie de plante, 4 specii de amfibieni, 1 specie de mamifere, 6 specii de nevertebrate, 2 specii de pești, 6 specii de reptile.